# Karl Uhde (Förster)
Friedrich Wilhelm Karl Uhde (* 30. Juni 1805 in Königslutter; † 10. Juli 1877 in Oberhof) war ein deutscher Forstbeamter, Hochschullehrer und Kammerrat.

## Leben
Karl Uhde wurde 1805 in Königslutter als Sohn eines reitenden Försters geboren. Er besuchte das Martino-Katharineum in Braunschweig und ab 1823 das dortige Collegium Carolinum. Nachfolgend studierte er in Göttingen. Es folgten forstliche Bildungsreisen und eine praktische Ausbildung bei seinem Vater in Königslutter. Er war 1827 Gehilfsjäger in Evessen bei Wolfenbüttel. Ab 1829 war er Forstschreibgehilfe beim Forstinspektionsbeamten Dommes in Walkenried. Er bestand 1831 die forstliche Abschlussprüfung und wurde Hilfsarbeiter bei der Herzoglichen Kammer, Direktion der Forsten, in Braunschweig. Im Jahr 1832 wurde er als Assessor mit Stimmrecht Mitglied der Kammer und 1839 Kammerrat. Ab 1866 war er Vorsitzender der forstlichen Examenskommission und 1867 wurde ihm die Leitung der Forstverwaltung übertragen. Am Collegium Carolinum war er als Lehrkraft tätig. Uhde ging 1874 in Pension. Er starb 1877 im Alter von 72 Jahren in Oberhof.
Uhde führte die Reformen seiner Vorgänger Johann Martin Wilhelm von Uslar und Hans Graf von Veltheim fort. Er setzte sich für den Ausbau und Erhalt von Mischbeständen ein. Uhde trieb die Modernisierung der forstlichen Prüfungsordnung voran, die schließlich von seinem Nachfolger in Kraft gesetzt wurde.

## Schriften (Auswahl)
- Sollen Staat und große Forstbesitzer die Bretter-Fabrikation selbst betreiben?. 1862.